# Овергаз
„Овергаз Инк.“ АД е частна газова компания в България, основана през 1992 г., като година преди това е основано „Овергаз“ ООД.
„Овергаз Холдинг“ е сред най-големите газови компании в България с приходи за 2006 г. от 541 милиона лева и печалба от 43 млн. лева. Към 2019 г. в дружеството работят общо 29 служители.
Според сайта на компанията дъщерните дружества на „Овергаз“ притежават 56 лицензии за доставка и разпределение на природен газ в 30 общини. Успоредно с газификацията компанията предлага и телекомуникационни услуги чрез дъщерната си компания „Вестител“.
Компанията внася годишно от Русия в България 2,5 млрд. кубични метра природен газ по силата на дългосрочен договор за периода 1997 – 2011 г.. От началото на 2016 г. обаче доставките са прекратени и българската страна предприема стъпки за отделяне от Газпром. В края на януари 2021 г. раздялата е факт, след като на руската компания са изплатени около €100 млн.
„Овергаз“ е член на Международния газов съюз (International Gas Union, IGU) и Българската мрежа на глобалния договор на ООН. Изпълнителен директор на компанията е Сашо Дончев.
През юли 2021 г., по време на форума „Три морета“, е подписано споразумение, съгласно което американската компания Linden Energy Ltd. придобива 50% от Овергаз Инк.
В периода 1999 – 2005 г. компанията спонсорира баскетболен клуб „Ямбол“, като през този период тимът носи името „Ямболгаз“.